# Tremoloearth
tremoloearth（トレモロアース）は長野県出身のロックバンド。2008年に”Twist&Swing "をリリースする。
SunChild （1996～2006）を母体とするバンド。
スウェーデンのポップバンド Cloudberry Jam のギタリスト、ヨルゲン・ワーンストロムがプロデュースをしたバンドである。